# Ludmila Ulehla
Ludmila Ulehla (soms ook: Uhlehlova) (Flushing, 20 mei 1923 –  5 december 2009) was een Amerikaanse componiste, muziekpedagoge en pianiste. Haar ouders waren van Tsjechische afkomst. 

## Levensloop
Ulehla kreeg al in heel jonge jaren piano- en vioolles. Op vijfjarige leeftijd componeerde zij eenvoudige werken voor deze instrumenten. Zij studeerde compositie bij Vittorio Giannini aan de Manhattan School of Music in New York en behaalde aldaar zowel haar Bachelor of Music (1946) als Master of Music (1947). Vanaf 1947 was zij docente voor compositie aan haar Alma mater, de Manhattan School of Music, en was van 1972 tot 1989 hoofd van de compositieafdeling. Tot haar leerlingen behoren onder anderen Anthony Iannaccone, Henriette Müller en Larry Hochman, maar ook de pianist en componist David Kane en de jazzmuzikanten Ron Thomas, Ron Carter, Tim Sund en Richie Beirach. Daarnaast was zij docente aan de Hoff-Barthelson Music School in Scarsdale (1968–1991).
Met haar composities, waaronder opera's, werken voor orkest, harmonieorkest, instrumentale-, vocale en kamermuziek, veroverde zij verschillende prijzen, bijvoorbeeld American Society of Composers, Authors and Publishers (ASCAP) Awards. Verder is zij auteur van het boek Contemporary Harmony – Romanticism Through the 12-Tone Row. Ulehla was bestuurslid van de National Association for American Composers and Conductors van 1967 tot 1974. 

## Composities

### Werken voor orkest
- 1993 Fanfare in Five-Eight, voor orkest
- 1999 Undersea Fantasy - Three Mini-Variations and Finale, voor orkest
- Michelangelo, voor orkest
- Symphony in Search of Sources, voor orkest
  1. Prologue-Gregorian
  2. Temple at Abydos
  3. Earth's fragile web-Jericho
  4. Stonehenge
  5. Epilogue: Prayer for peace

### Werken voor harmonieorkest
- 1942 Glory and Death, voor harmonieorkest
- 1970 Michelangelo, voor harmonieorkest

### Werken voor jazzensemble
- 2001 Concerto grosso, voor strijktrio, kopertrio en jazzband

### Muziektheater

#### Opera's
| Voltooid in | titel                                      | aktes | première                                           | libretto         |
| ----------- | ------------------------------------------ | ----- | -------------------------------------------------- | ---------------- |
| 1993        | Sybil, Daughter of the American Revolution |       | 1 april 1993, New York, Abigail Adams Smith Museum | Susan Schefflein |

### Vocale muziek

#### Werken voor koor
- 1971 Piovean di foco dilatate falde - from Canto XIV, "Inferno", Dante, voor gemengd koor (of vocaal kwartet) en cello - tekst: Dante Alighieri
- 1979 The great god Pan, voor gemengd koor (of vocaal kwartet) en dwarsfluit

#### Liederen
- 1944 I don't know what I'm doing, voor zangstem en piano - tekst: Catherine Tobin
- 1965 Time is a cunning thief, voor hoge zangstem en piano - tekst: James T Shotwell
- 1966 Three sonnets from Shakespeare, voor zangstem en piano - tekst: William Shakespeare
  1. How like a winter hath my absence been
  2. O, never say that I was false of heart
  3. Shall I compare thee to a summer's day?
- 1970 Gargoyles, voor sopraan, fagot en piano - tekst: Gregory Corso
- 1984 Fountains, castles and gardens, voor sopraan, klarinet en piano
- 1994 I met three angels the other day - Tumble, three devils, voor bariton, dwarsfluit en piano
- 2002 Two Thousand One, voor sopraan, trombone en piano
  1. Blossom Magnolia
  2. Withering Flowers
  3. Ground Zero
  4. Peace
- Irish summer cycle, voor tenor en piano
- Listen, its snowing, voor sopraan en piano

### Kamermuziek
- 1954 Sonate, voor viool en piano
- 1971 Trio : In memoriam, voor viool, cello en piano
- 1975 Elegy for a Whale, voor dwarsfluit, cello, piano en bandrecorder
- 1985 Unrolling a Chinese Scroll, voor dwarsfluit, klarinet en fagot
- 1986 Lebewohl variations, voor dwarsfluit, hobo, fagot en klavecimbel
- 1997 Sonata for Improvisation, voor klarinet (of sopraansaxofoon) en piano
- 2006 Wild geese, voor altviool en fagot
- 2007 Capriccio, voor dwarsfluit en piano
- 2008 Dream Trio, voor viool, cello en piano
- A memorial for the people of Turkey
- Contrasts and interludes, voor strijkkwartet
- Five around, voor twee trompetten, hoorn, trombone en bastrombone
- Remembrances I & II, voor viool en piano
- The Mississippi, voor dwarsfluit, trombone, gitaar en slagwerk
- Three fun pieces, voor viool en piano

### Werken voor piano
- 1968 Five over twelve - preludes for piano (Preludes on a twelve tone row)
- 1981-2003 Inspirations from nature
  1. Butterflies (1981)
  2. Glaciers, Thawing (2003)
- Diversion II, voor piano vierhandig
- Harlequinade

### Werken voor slagwerk
- The china closet, voor marimbakwartet

## Publicaties
- Contemporary Harmony – Romanticism Through the 12-Tone Row, New York: Advance Music, 1966. 534 p., ISBN 978-3-892-21061-0